# قلعة شنقل
قلعة شنقل الأثرية هي قلعة تاريخية حصينة تعود ملكيتها لقبيلة البدارا البقوم، وتقع في تربة وتحديداً في قرية اللُبْط شرقيّ وادي تربة في منطقة مكة المكرمة بالمملكة العربية السعودية، وهي مبنية على منحدر سلسلة ضلع الصُبُر الصخري الذي يعتبر أحد الحدود الشمالية الغربية لحرة البقوم، وترتفع 1166 م عن سطح البحر. تعتبر هذه القلعة مقر الحكم القضائي العرفي لدى قبيلة البقوم.

## التسمية
- لا يوجد معنى محدد لاسم القلعة ولكن لها عدة معاني، فمن معاني شنقل: ميل، بضم الميم وتشديد الياء أو بتشديد الياء فقط، مأخوذ من الميل وعدم الاستواء على الأرض، ويفسر ذلك بناءه على منحدر أو أرض مائلة.
- ويقال أيضا أن معنى شنقل هو: السقوط، ويفسر ذلك بسقوط الأعداء حول جدرانها.
- ويقال أن معنى شنقل: مفتوح، فيقال البيت مشنقل أي بابه مفتوح، ويفسر ذلك كثرة الدخلاء على شنقل طلباً للأمان وغير ذلك.
- ويقال أن شنقل كلمة تركية الأصل وقد كان استخدامها مشاع قديما في الحجاز.

## وصف القلعة
تبلغ مساحتها 3000 م2 تقريبا وارتفاع أسوارها ما بين 6 إلى 7 أمتار، ويتبع لها حصن صغير يسمى المربعة مكون من دورين «ولكن الدور العلوي متهدم» موقعه خلف القلعة في أعلى ضلع الصُبُر وذلك للمراقبة وإعطاء الإنذارات بإشعال النار في أعلى الحصن في حالة اقتراب عدو أو وقوع حدث مهم لإخبار القبائل الأخرى من البقوم.
وللقلعة بوابة واحدة من الجهة الشمالية، وبها حوالي ثلاثين غرفة تشمل مجلس قضاء وغرف سكن ومسجد وسجن ومخازن سلاح ومؤونة وباحة صغيرة، وبها مربط صغير للخيل، قواعدها ونصفها السفلي مبني من الحجر والنصف العلوي من اللبن وسقفها من أعواد الأثل والسعف وجذوع النخل ولكن سقفها تهدم وبعض أجزائها العلوية بسبب العوامل الطبيعية وما أحدثته المعركة التي قامت فيها ضد جيش عبد الله الأول بن الحسين قبيل معركة تربة التاريخية. لا زالت القلعة باقية على هذا الحال لأكثر من 95 عام وذلك لعدم اهتمام الجهات المسؤولة عن الآثار السعودية بها.

## من بناها
يعتقد البعض أن من بنى قلعة شنقل هي الأميرة غالية البدرية البقمية بينما يذكر المؤرخ محمد بن غنام أن قلعة شنقل كانت مكتملة البناء والسكن من بعد عام 1150 هجري وحتى عام 1199 هجري وهيئة الآثار في السعودية تقول أن عمر القلعة قارب 300 عام، بذلك نجد أن التواريخ المعطاة تقول أن بناء قلعة شنقل كان في عهد الشيخ عبد الرحمن بن سلطان البدري أبو الأميرة غالية البقمية وبانيها هو الشيخ راجح بن منفور البدري  قبل حوالي 230 عام إلى 250 عام على أقصى تقدير.

## أمراء القلعة
هناك عدة رجال وشيوخ لقبيلة البدارا استخدموا شنقل لعدة أمور مثل: مجلس للقضاء وسجن للتأديب وأيضا للدفاع عن تربة بقوة السلاح وإعطاء الإنذارات في حالة الخطر بالإضافة إلى السكن فيها وإجارة الدخيل على القبيلة. وهؤلاء الأمراء هم:
- راجح بن منفور البدري البقمي

اكتملت القلعة في حياة الشيخ راجح بعون الله ثم بسواعد رجال البدارا، وسكنها مع أسرته وبعض الأسر من البدارا ومن غير البدارا وذلك في أواخر القرن الثاني عشر الهجري وحتى عام 1230 هجرية وذلك بعد هجمات جيوش الدولة العثمانية (الأتراك) على تربة.
كان البناء في أواخر زمن الشيخ عبد الرحمن بن سلطان البدري أبو الأميرة غالية البقمية «وذلك ينفي بناء غالية للقلعة» والذي كان في زمانه صاحب سيادة وثراء، واتخذت أسرة الشيخ عبد الرحمن سكن خاص لها في القلعة بالإضافة إلى سكناهم قصر منيف، وذلك بحسب ما أورد المؤرخ والأديب ابن غنام في كتابه «أجزاع تربة وديار البقوم» مانصه: (لقد سكنت أسرة غالية تلك القلعة مع عدد من الأسر).
- دخيل الله بن منفور البدري البقمي

شيخ للبدارا وأمير للقلعة، اتخذ منها سكن ومجلس للقضاء وغيرها من الأمور.
- علي بن دخيل الله بن منفور البدري البقمي

شيخ للبدارا وأمير للقلعة، وكان على نهج أبيه دخيل الله بن منفور.
- نافل بن دخيل الله بن منفور البدري البقمي

شيخ لقبيلة البدارا وأميراً لمنطقة المعذر في تربة، كانت شهرة هذا الشيخ واسعة وصيته ذائع في ذلك الزمن، استلم أمارة القبيلة والقلعة بعد وفاة اخيه علي بن دخيل الله بن منفور عام 1275 هجري تقريباً، وقد كان مقطع حق (قاضي عرفي) لقبيلة البقوم كافة، يقال أنه «عند أي قضية» كان يختار رجلان من الرجال الأشداء من قبيلة البدارا على باب القلعة بمشاعيب لمن لا يرضى بحكمه، توفي في أواخر القرن الثالث عشر الهجري.
- عبد الله بن دخيل الله بن منفور البدري البقمي

اشتهر بعبد الله العسيس، أكثر رجال وشيوخ البدارا شهرة، وهو أحد كبار البقوم وفرسانهم وأحد قادة الشريف حسين المميزين ، استلم أمارة وقيادة القبيلة والقلعة بعد وفاة اخيه نافل بن منفور في نهاية القرن الثالث عشر الهجري وحتى قتل بالأعيرة النارية في منطقة القرين (هية القرين) شمال تربة وجنوب الخرمة قبل معركة تربة بثلاث ليال، وذلك عام 1337 هجرية.
اتخذ القلعة للدفاع عن تربة وإشعال النار في المربعة لإعطاء الإنذارات، واتخذ فيها مجلس للقضاء العرفي القبلي واستخدم فيها سجن للتأديب بالإضافة إلى السكن وإجارة الدخلاء.

## أحكام صادرة من شنقل
صدر من البدارا أحكام عرفية كثيرة، منها ما كان خارج نطاق القبيلة «على غير البقوم» ومنها ما كان داخل نطاق القبيلة «على البقوم» ومنها ما كان على البدارا أنفسهم، فمن أشهرها:
- خارج نطاق القبيلة

صدور حكم من البدارا على بعض القبائل المجاورة للبقوم بدفع ضريبة دخول لمدينة تربة وسوقها (رمادان)، كانت تدعى تلك الضريبة بـ (التوردة)، وذلك بسبب السرقات التي حدثت من بعض أفراد القبائل الواردة للمدينة، ولاقى هذا الحكم استحسان جميع شيوخ البقوم.
- داخل نطاق القبيلة

رسم وتثبيت حدود الأراضي بين شمل وازع وشمل المحاميد، وهي الحدود المتعارف عليها الآن بين الشملين، وانعقد ذلك المجلس بحضور الشيخ سعد بن غنام والشيخ مقعد بن محي.
- أحكام الصلاة

اتخذ شيوخ البدارا حكم عرفي لتارك أو مؤخر الصلاة في تربة وذلك قبل الحكم السعودي، وهذا الحكم يطبق على البدارا قبل غيرهم، فإن كان الترك أو التأخير يحدث لأول مرة كان الحكم حرق عمامة الرجل وذلك من باب الإهانة له، وإذا كان الترك أو التأخير للمرة الثانية كان الحكم سجناً لمدة يوم في سجن قلعة شنقل، وإذا كان للمرة الثالثة فيكون الحكم في هذه الحالة الجلد أمام الملأ بعدد جلدات يقرره شيخ البدارا.

## سكانها غير البدارا
سكن شنقل عدة أسر من البقوم وغير البقوم من الأمراء والوجهاء والدخلاء من أشهرهم:
- عبد الله بن لؤي الشريف: عين أميراً على تربة من قبل بني عون الأشراف، وقد أسكنه شنقل أمير القلعة نافل بن منفور البدري معه فترة من الزمن ثم انتقل إلى الخرمة.

## أقوال المؤرخين
يقول المؤرخ رداد بن ناصر البقمي في كتابه (أمكنة باب الحجاز ونسب قبيلة البقوم):
- حصن شنقل لقبيلة البدارا من البقوم.
- حصن شنقل: كان حصناً في جبل كرا وهو مشرف على وادي تربة وضواحيه، وقد أوشك على الخراب والتهدم.
- يقع حصن شنقل على طرف ركبة من الحرة، متقدمة نحو وادي تربة وبناؤه من الطين الحر، وانصاف جدرانه السفلى من الحجارة، وما زالت مبانيه قائمة، ومساحته صغيرة، ويظهر من بنائه أنه قلعة حرب لأن في زواياه مبانٍ دائرية لاتستعمل غالباً للسكن.[1]

ويقول المؤرخ محمد بن ماجد بن غنام في كتابه (أجزاع تربة وديار البقوم):
- إن (شنقل) كان في ذروة بنائه وسكنه في النصف الثاني من القرن الثاني عشر الهجري.
- لقد سكنت أسرة غالية البقمية تلك القلعة مع عدد من الأسر وعندما دخلت قوات الشريف عبد الله الأول بن الحسين تربة قاومت قلعة شنقل يوماً كاملاً وبعد غروب ذلك اليوم خرج من كان فيها إلى الحرار المجاورة لها شرقاً.
- شنقل اليوم قرية أثرية تلوح على جدرانها كثير من معاني الكبرياء وسطور التاريخ وعبرة الزمن.

## أساطير حول شنقل
يدور بين البعض عدة أساطير حول قلعة شنقل منها أن القلعة بنيت على مسكن للجن وكان شيخ الجن اسمه شنقل، وأن شنقل لم يرض ببناء في ذلك الموضع لأحد من الناس إلا أن يكون البنيان باسمه، وأن شنقل ما زال حياً وله الكثير من الأبناء يحرسون القلعة الآن بعد أن هُجرت ولا يسمحون في الغالب لغير البدري بدخولها، وكل ذلك وغيره ليس من العقل في شيء.

## معرض الصور

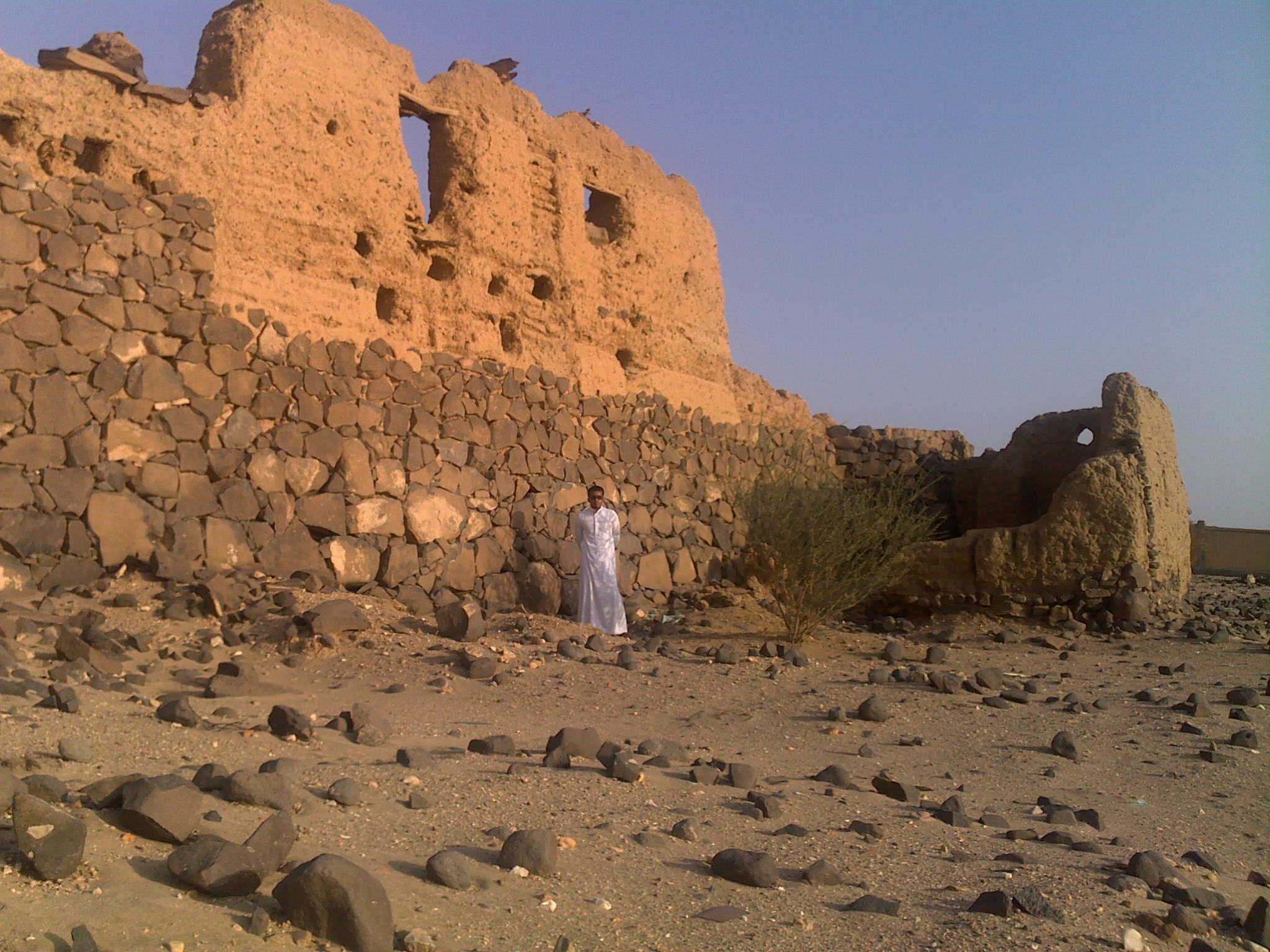
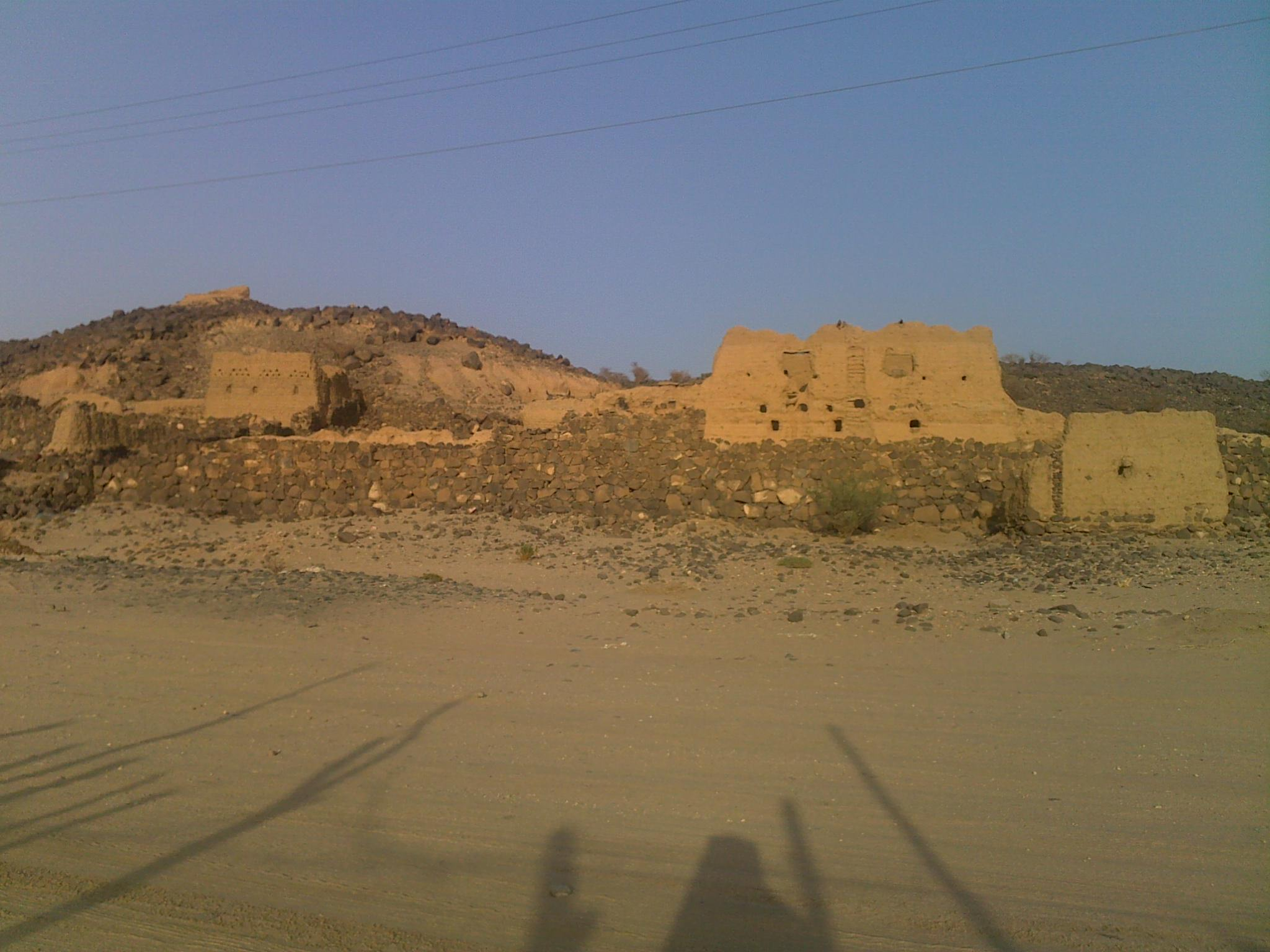
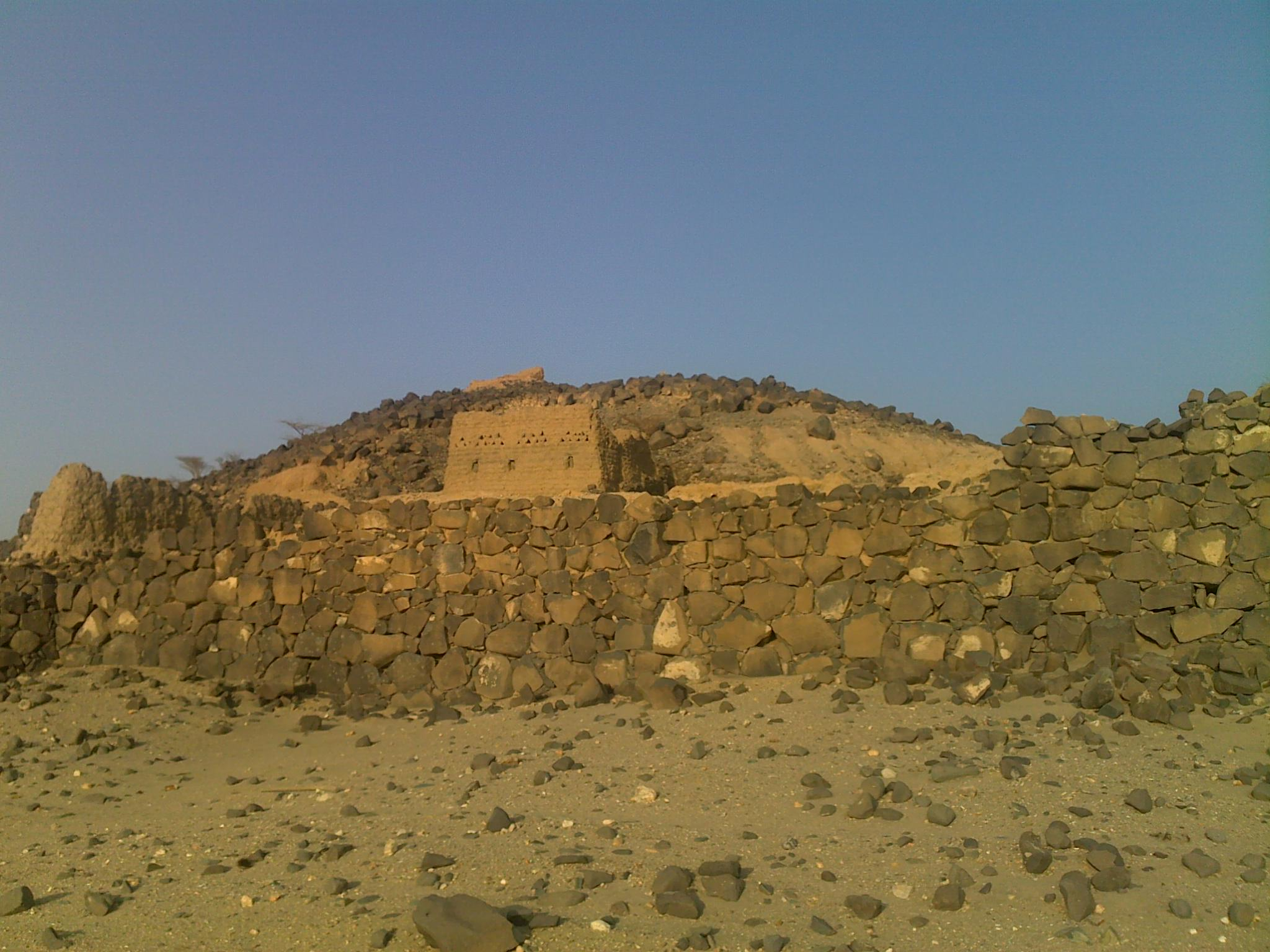
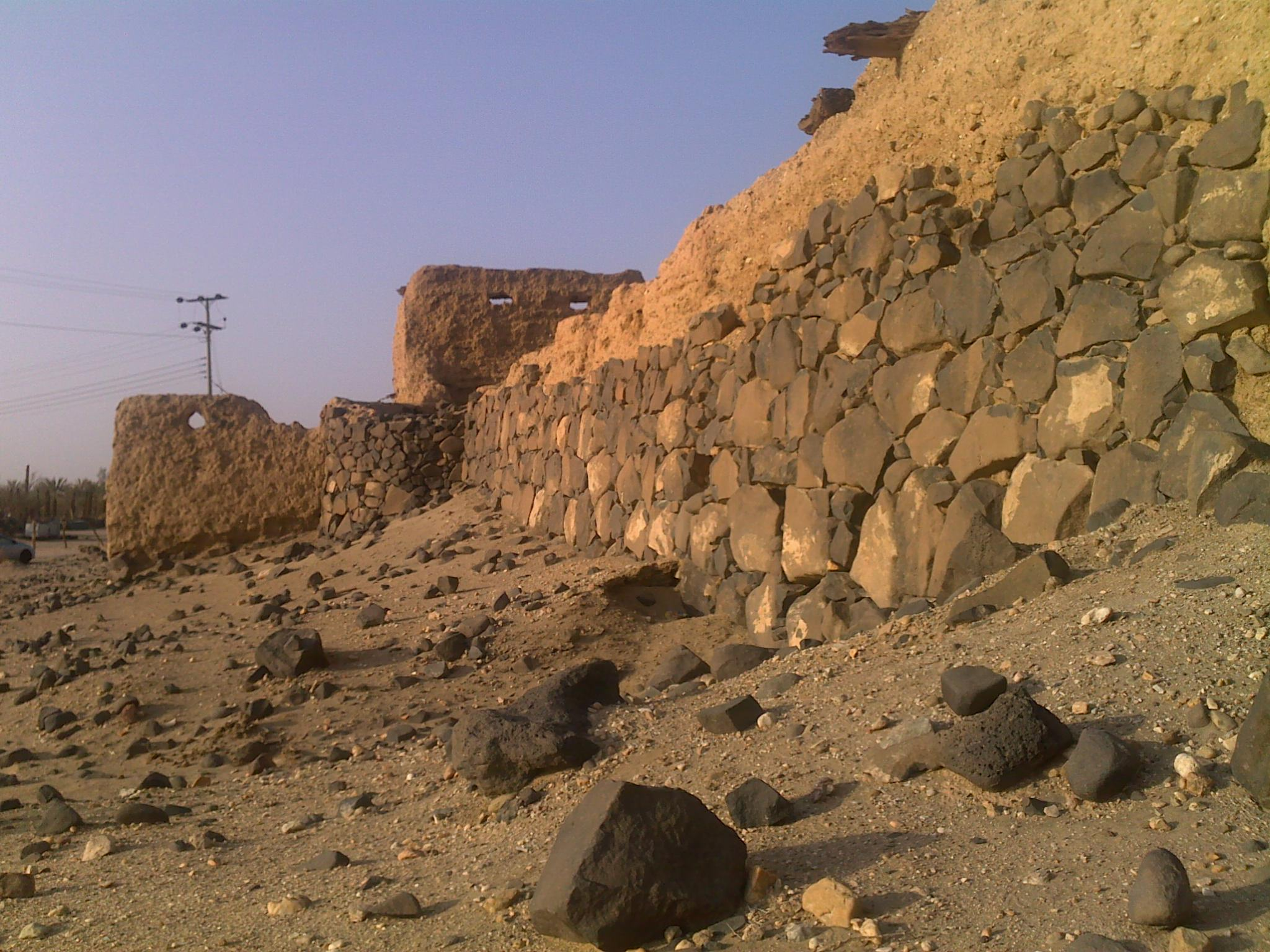
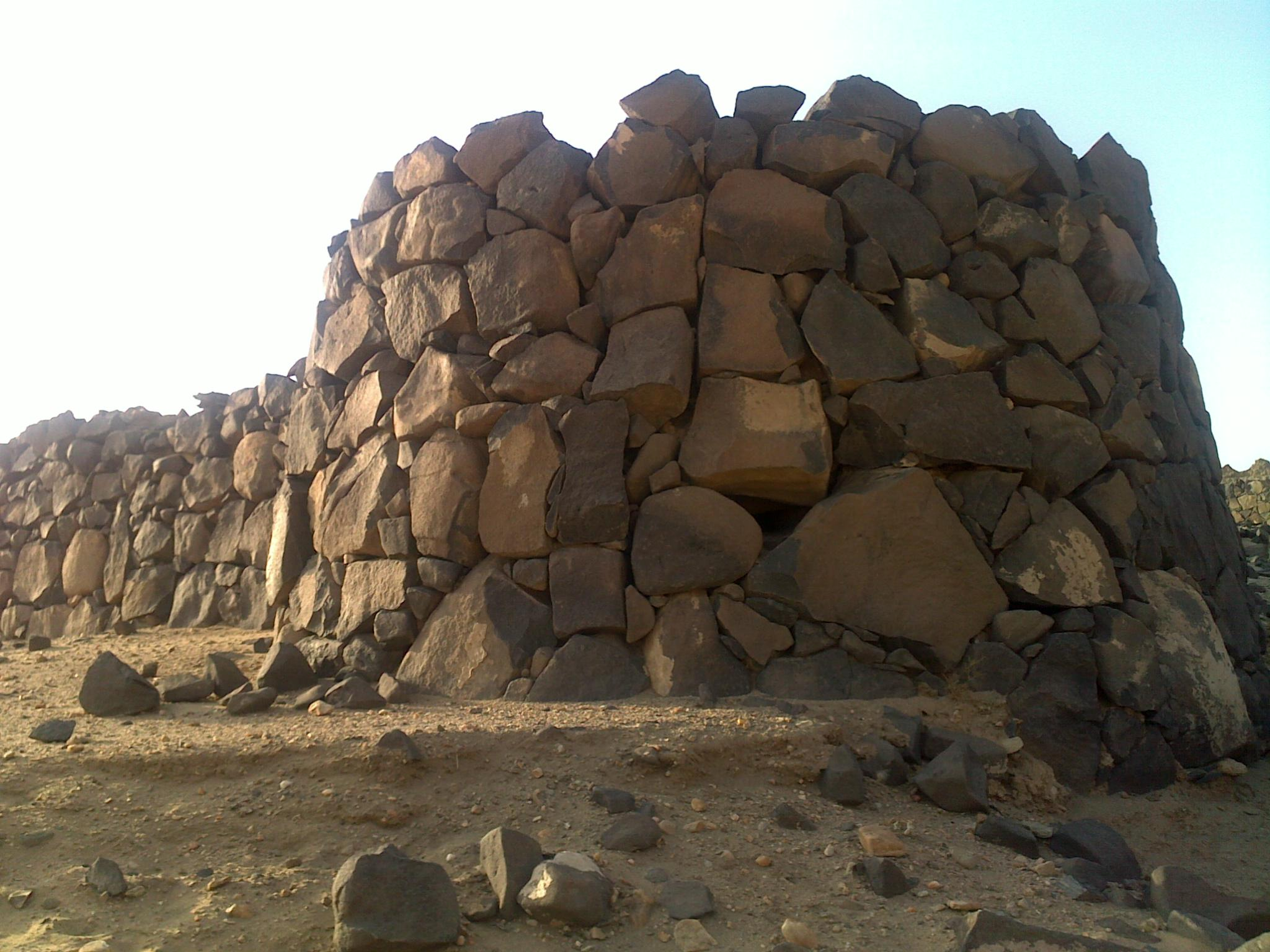
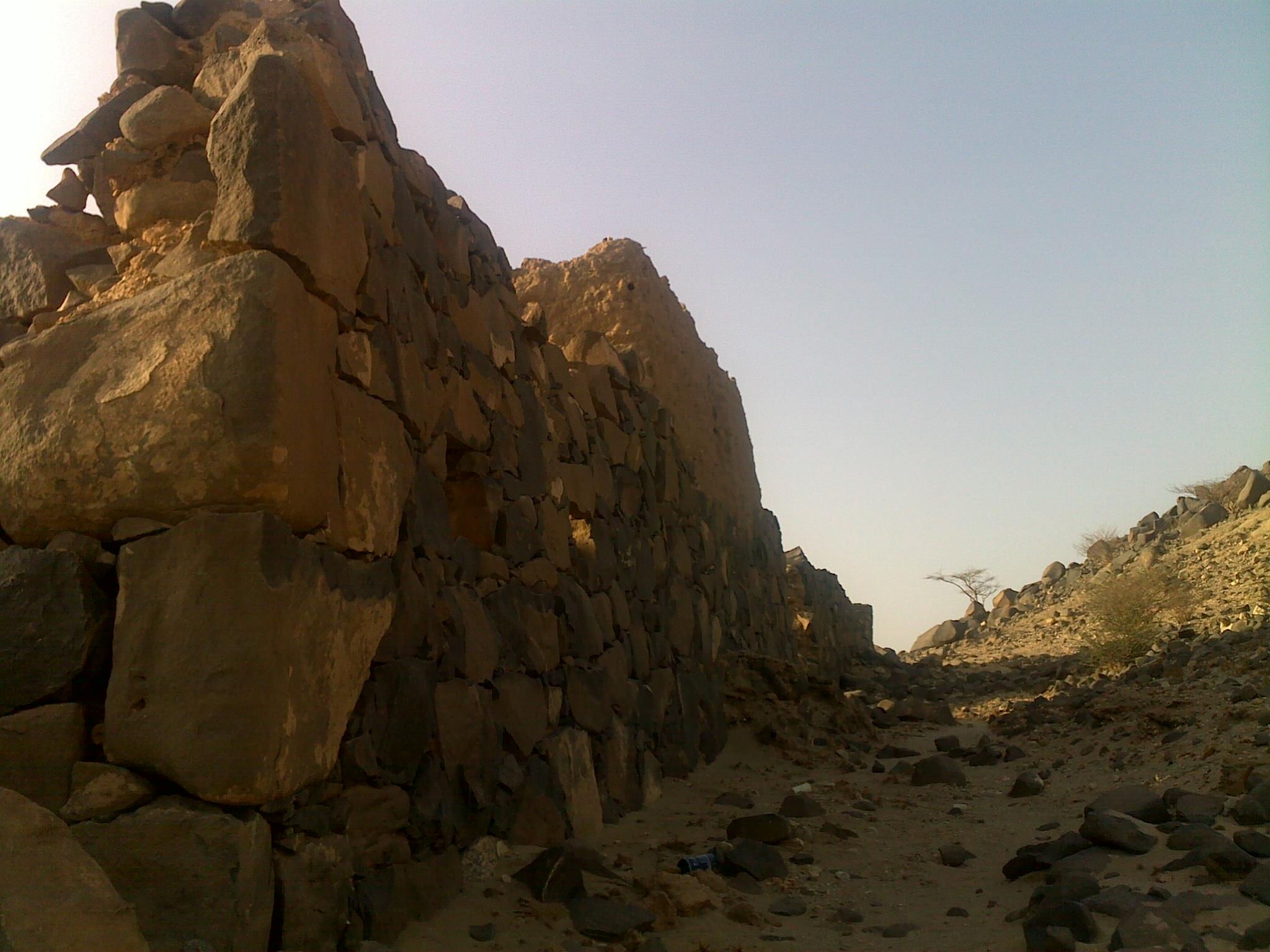
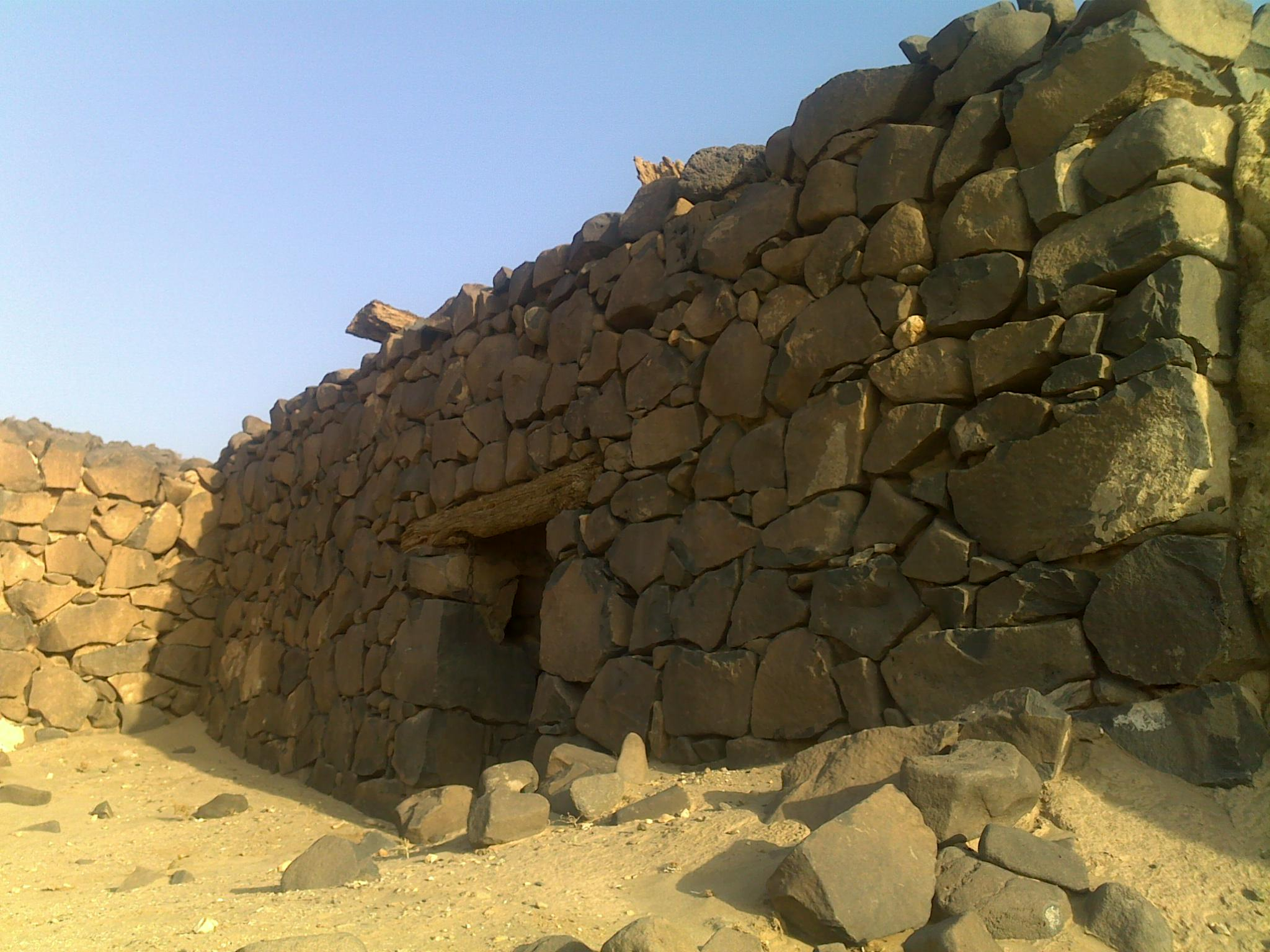
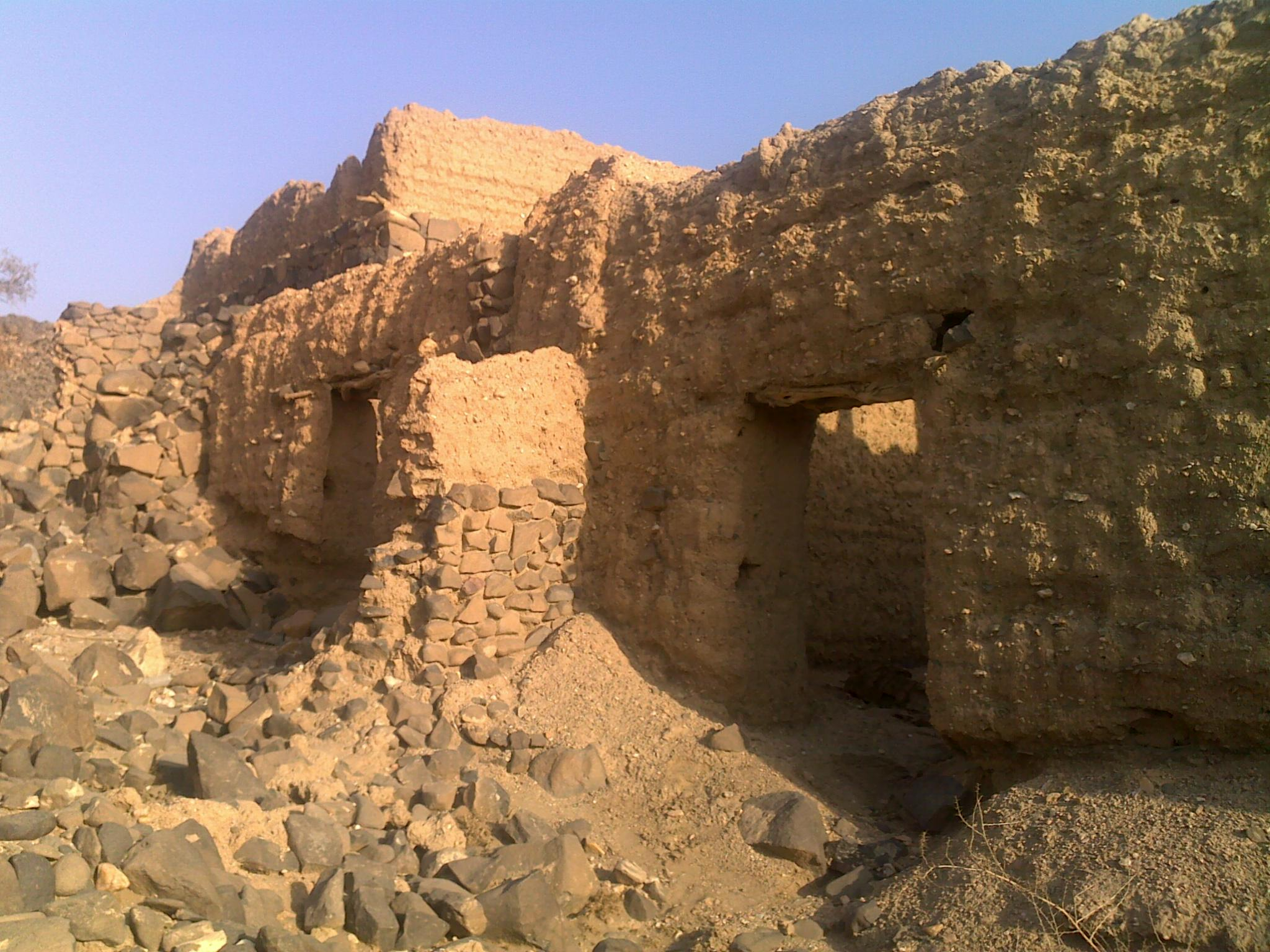
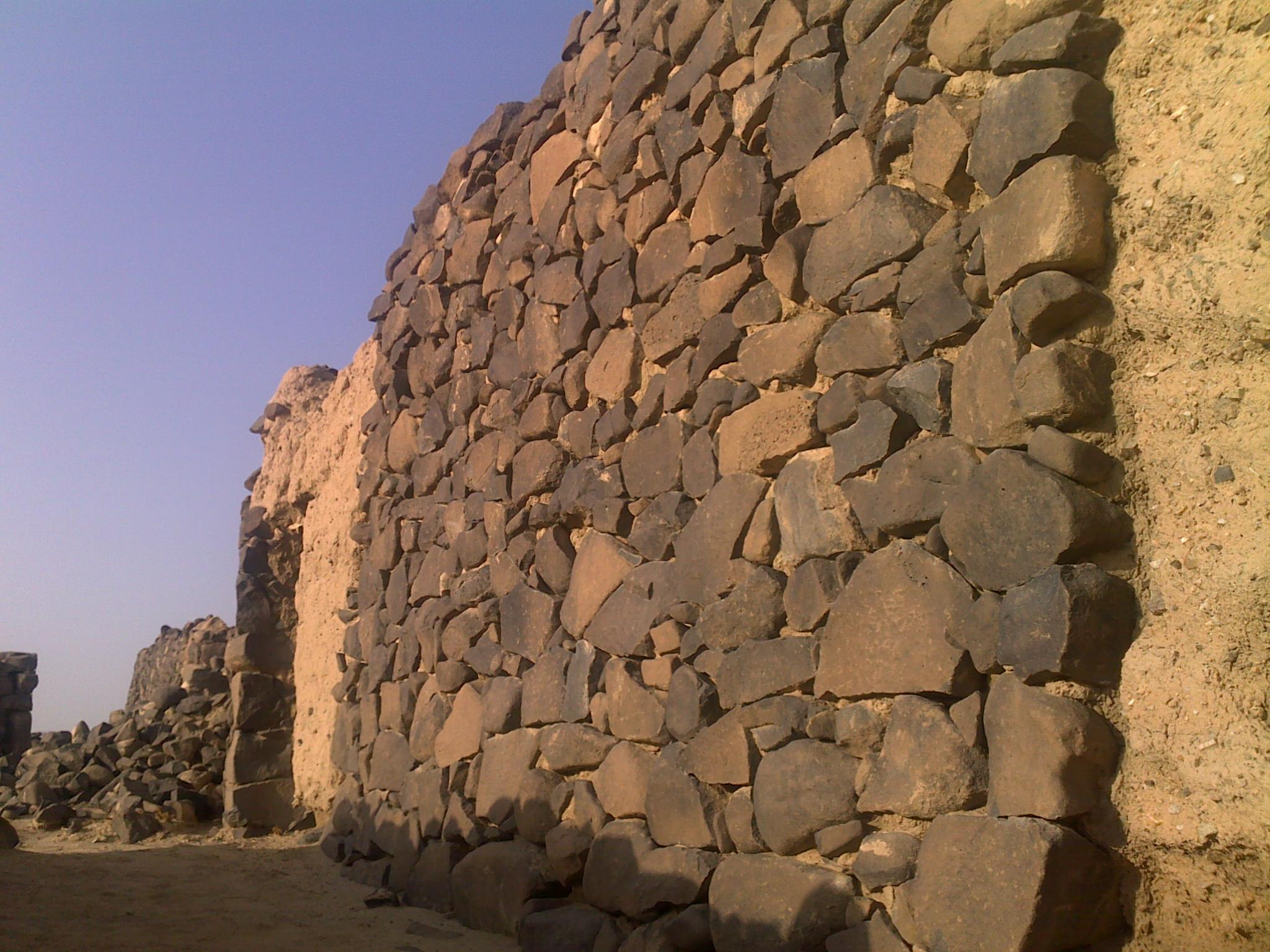
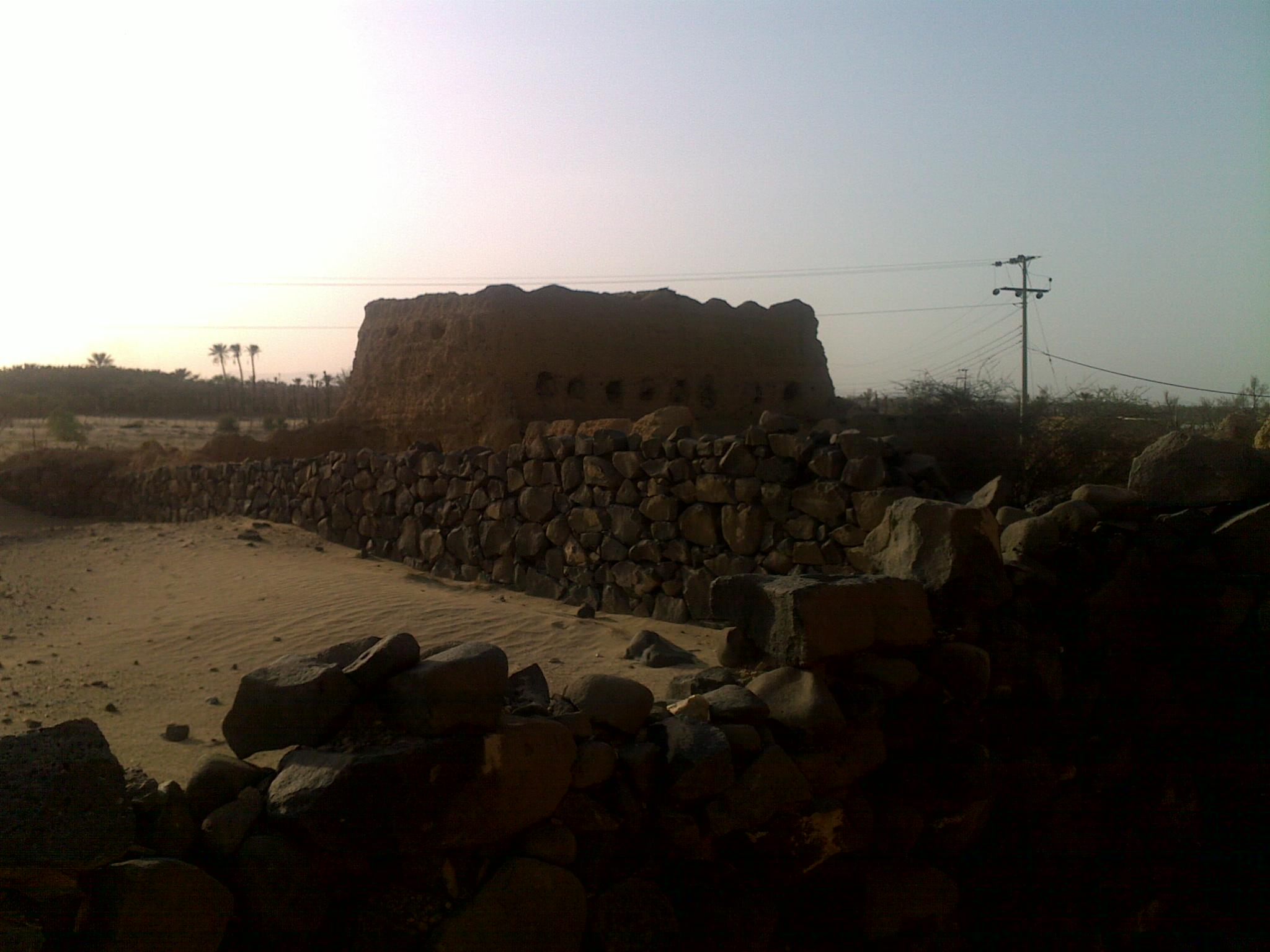
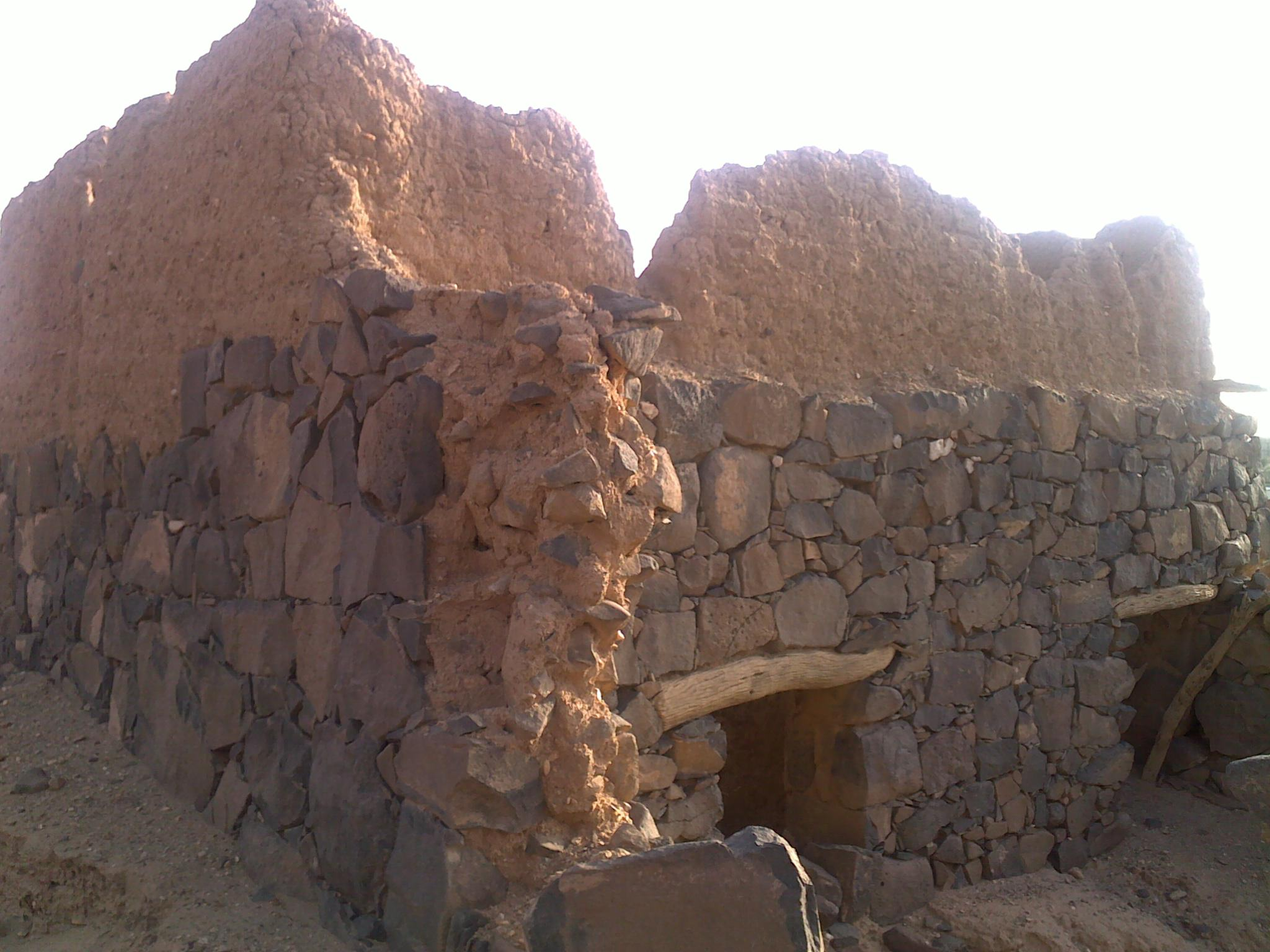
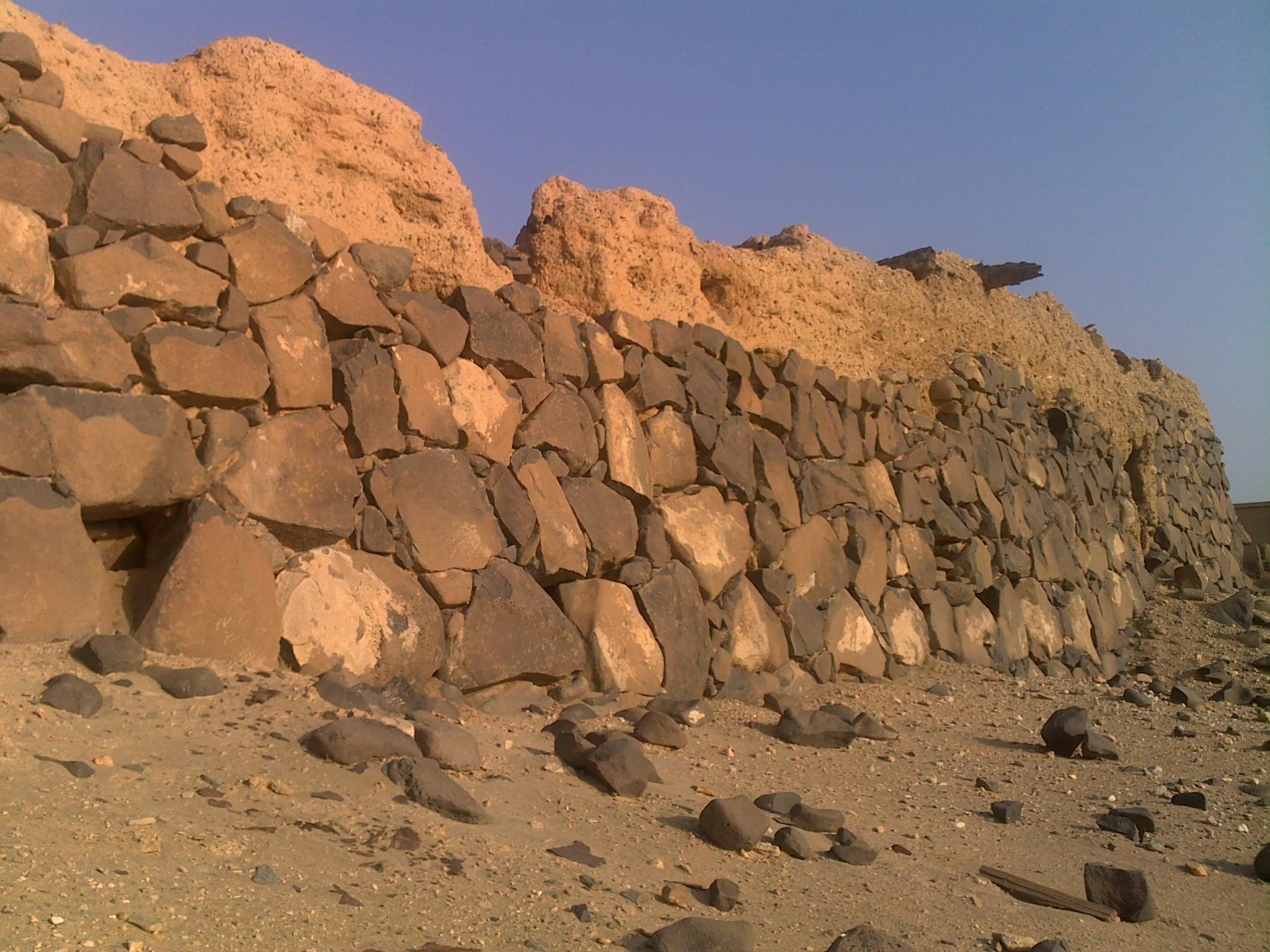

## وصلات خارجية
- قلعة «شنقل» أثر تاريخي يمتد لـ 3 قرون في «تربة»
- قلعة شنقل «مضافة الطرقي» وسجن لـ«مخالفي السلوم»